# Jussinkari, Gustavs
Jussinkari är en ö i Finland.   Den ligger i kommunen Gustavs i den ekonomiska regionen Nystadsregionen och landskapet Egentliga Finland, i den sydvästra delen av landet, 200 km väster om huvudstaden Helsingfors.
Terrängen på Jussinkari är varierad.  I omgivningarna runt Jussinkari växer i huvudsak barrskog.